# Москвичем до пакла
Москвичем до драме „У паклу“ је делимично аутобиографска драма српског писца Златка Грушановића, која се бави емотивним и етичким питањима, инспирисана личним трагичним догађајима. Књига представља јединствено сведочанство о губитку, кривици и процесу превазилажења животних трагедија. Премијерно је изведена 2019. године у Београдском драмском позоришту, а објављена је два пута у књигама: као монографско издање Москвичем до драме У паклу (2019) и у другом тому оквиру збирке У драмском шипражју (2024).

## Опис
Књига Москвичем до драме У паклу описује личну трагедију аутора, који је након саобраћајне несреће изгубио блиску особу. Дело се кроз драмски текст и сценске елементе бави филозофским питањима живота и смрти, кривице и праштања, као и дубоким емотивним преживљавањем губитка. Уметнички обликовано кроз драмске и лирске пасаже, дело пружа интиман увид у ауторово суочавање са патњом и трагање за катарзом.
Књига истовремено функционише и као литерарно дело и као предтекст за позоришну представу, истичући сложеност емоционалних искустава која надилазе личну трагедију. Грушановић вешто повезује реалне догађаје са фикцијом, стварајући универзалну причу о људској отпорности.

## Препоручене везе
- Драмски расплет сукоба писца са тескобом, Политика, 11. 12. 2019.